# Лесная (Торжокский район)
Лесна́я — деревня в Торжокском районе Тверской области. Относится к Осташковскому сельскому поселению.

## География
Находится в 25 км к северо-западу от города Торжка. Со всех сторон окружена лесами, в 2,5 км к востоку — река Осуга и устье реки Поведь.

## История
Прежнее название деревни — Язвы.
Точная дата образования деревни не известна. На сохранившейся в Государственном архиве Тверской области географической карте Новоторжского уезда 1777 года населенного пункта на этом месте не существует. Однако в 1784 году было организовано переселение части жителей сельца Осташкова во вновь построенную деревню Клин. Можно утверждать, что расселение жителей продолжилось далее, и они основали деревню Язвы.

В 1840 году — деревня во владении помещика Павла Александровича Нащокина.

В 1850 году — числится за его братом, Петром Александровичем Нащокиным.

В 1859 году во владельческой деревне Язвы 12 дворов, 113 жителей.
В конце XIX-начале XX века деревня Язвы относилась к Поведскому приходу Раменской волости Новоторжского уезда Тверской губернии.

В 1884 году в деревне 27 дворов, 167 жителей.

В годы Великой Отечественной войны на фронтах (1941—1945) погибли 22 жителя деревни.
В 1966 г. указом президиума ВС РСФСР деревня Язвы переименована в Лесная.
В это время в деревне отделение колхоза «Призыв Ильича», молочная ферма, около 40 домов.
В 1997 году — 19 хозяйств, 29 жителей.

## Население
| 2010 |
| ---- |
| 5    |